# Nejdecký potok
Nejdecký potok (rovněž Rodišovka) je menší vodní tok v Krušných horách, v okrese Karlovy Vary, pravostranný přítok Rolavy.
Délka toku měří 5 km, plocha povodí činí 16,64 km².

## Průběh toku
Potok pramení západně od vesnice Lesík, části města Nejdek v okrese Karlovy Vary. Teče východním směrem k vodní nádrži Lesík, využívané k rekreaci a koupání. U nádrže se nachází kemp s toaletami a občerstvením. Podél silnice z Nejdku do Šindelové přitéká potok k Bernovskému rybníku a pokračuje do Nejdku. Před areálem Nejdeckých česáren mizí v zemi a potrubím pokračuje k Rolavě, do které se zprava vlévá na jejím 16,4 říčním kilometru.